# Freya Perdaens
Freya Perdaens (Mechelen, 29 januari 1989) is een Belgisch Vlaams-nationalistisch politica actief binnen de N-VA.

## Levensloop
Perdaens is afkomstig van Nekkerspoel. Ze studeerde aan het Berthoutinstituut Klein Seminarie Mechelen en behaalde in 2010 een diploma in communicatiemanagement in de Katholieke Hogeschool Mechelen.
Perdaens startte haar carrière in de privésector. In januari 2013 maakte ze de sprong naar de politieke wereld met functies voor de N-VA. 
Perdaens stelde zich kandidaat bij de gemeenteraadsverkiezingen van oktober 2012 in Mechelen en voor de federale verkiezingen van mei 2014 waar ze vanop een 21e plaats dingde naar een zetel in de Kamer van volksvertegenwoordigers. Ze raakte echter niet verkozen.
In januari 2016 legde Perdaens de eed af als gemeenteraadslid in Mechelen. Bij de gemeenteraadsverkiezingen van oktober 2018 koos de Mechelse N-VA-afdeling voor Perdaens als lijsttrekster, boven eerste schepen Marc Hendrickx, die op de tweede plaats stond. Ze werd verkozen in de gemeenteraad, maar waar N-VA in de vorige legislatuur nog deel uitmaakte van de meerderheid, werd de partij nu uit de coalitie geweerd. Sindsdien voerde ze oppositie als N-VA-gemeenteraadslid. Ook na de verkiezingen van oktober 2024, waarbij Perdaens opnieuw de N-VA-lijst aanvoerde, bleef de partij in de oppositie. Ze haalde na Bart Somers de meeste stemmen van alle Mechelse kandidaten.
Perdaens werd bij de verkiezingen van 26 mei 2019 verkozen als Vlaams Parlementslid op de lijst van de N-VA in de Kieskring Antwerpen met 11.183 voorkeurstemmen. Ze ging er zetelen in de commissies Leefmilieu, Natuur, Ruimtelijke Ordening en Energie en Cultuur, Jeugd, Sport en Media en werd tevens lid van de Parlementaire onderzoekscommissie PFAS-PFOS. Ook werd ze als deelstaatsenator naar de Senaat gestuurd, waar ze bleef zetelen tot in 2024, en werd ze afgevaardigd naar de Interparlementaire Unie. Ze zetelde ook in de onderzoekscommissie naar de wantoestanden in de kinderopvang en de Bijzonder Commissie voor de evaluatie van de aanpak van seksueel misbruik in de Kerk en in andere gezagsrelaties. 
Bij de Vlaamse verkiezingen van 9 juni 2024 werd Perdaens met een persoonlijke score van 10.035 stemmen verkozen voor een tweede termijn. In het Vlaams Parlement werd ze vervolgens ondervoorzitter van de commissie Welzijn, Volksgezondheid, Gezin, Armoedebestrijding en Gelijke Kansen, alsook opnieuw lid van de commissie Cultuur, Jeugd, Sport en Media. Binnen deze commissies legt ze zich vooral toe op de thema’s preventie, mentaal welzijn, geïntegreerde gezinszorg, gelijke kansen, jeugd en grensoverschrijdend gedrag.
Perdaens woont met haar echtgenoot in Hombeek. Ze is moeder van 2 zonen.